# Сурноу, Джоэл
Джоэл Сурноу (англ. Joel Surnow; род. 18 декабря 1955) — американский сценарист, продюсер, режиссёр телевидения.
Он наиболее известен как соавтор сериалов и боевиков «Её звали Никита» и «24 часа».

## Жизнь и карьера
Джоэл Сурноу является евреем по происхождению; двоюродный брат Майкла Лосеффа. Он вырос в Мичигане, а позже перебрался в Лос-Анджелес. Сурноу учился в Калифорнийском университете в Беркли два года и окончил киношколу Калифорнийского университета в Лос-Анджелесе в 1976 году.
Вскоре после этого он начал писать сценарии к фильмам, а затем переключился на телевидение. Его прорыв случился, когда он написал сценарий к сериалу «Полиция Майами» в 1984 году. К концу этого года, Universal Studios, которой принадлежало шоу, назначило Сурноу на должность супервайзового продюсера сериала «Великий уравнитель» об офицере ЦРУ, который стал вигилантом.
У него пять дочерей, две от предыдущего брака и три от его нынешней жены.
Сурноу был соавтором и исполнительным продюсером телесериала «Её звали Никита» (1997—2001). Вдобавок к должности супервайзового продюсера и сценариста «Великого уравнителя» и исполнительного редактора сюжетов «Полиции Майами», он написал сценарии ко множеству других телесериалов, включая «Человек ниоткуда» и «Умник».
Вслед за «Её звали Никита», самой успешной работой Сурноу стал телесериал «24 часа», который он создал вместе с исполнительным продюсером Робертом Кокраном. В 2002 году Сурноу и Кокран удостоились премии «Эмми», за сценарий к пилотному эпизоду «24 часа», а Кифер Сазерленд получил «Золотой глобус» за лучшую мужскую роль в этом сериале. В 2006 году «24 часа» принёс Сурноу и его партнёрам продюсерам (включая Роберта Кокрана) премию «Эмми» за лучший драматический сериал, а также за лучшую мужскую роль Киферу Сазерленду. Сурноу бросил должность исполнительного продюсера сериала 12 февраля 2008 года.
Сурноу также являлся создателем комедийного шоу «1/2 часа новостей», описанное им самим как «ежедневное шоу для консерваторов». Первый эпизод вышел в эфир 18 февраля 2007 года, получив слабые отзывы. Хотя поначалу рейтинги были очень хорошими, последующие рейтинги резко упали и шоу было отменено шесть месяцев спустя, после выхода в эфир всего семи серий.
Режиссёрским дебютом Джоэла стал фильм «Ничтожный», он был выпущен 18 апреля 2014 года.